# Mike Buck
Michael Eric Buck (* 22. April 1967 in Long Island, New York) ist ein US-amerikanischer ehemaliger American-Football-Spieler auf der Position des Quarterback. Er spielte für die New Orleans Saints und die Arizona Cardinals in der NFL.

## Frühe Jahre
Buck ging in Long Island auf die Highschool. Später besuchte er die University of Maine.

## NFL
Buck wurde im NFL-Draft 1990 in der sechsten Runde an 156. Stelle von den New Orleans Saints ausgewählt. Das erste Mal auf dem Spielfeld stand er ein Jahr später in der Saison 1991. 1994 absolvierte er vier Spiele, darunter zwei als Starter. In der Saison gelangen ihm vier Touchdowns und drei Interceptions.
Zur Saison 1995 wechselte er zu den Arizona Cardinals.
1996 wechselte er zu den Miami Dolphins, wo er jedoch in keinem Spiel auf dem Platz stand.